# Torleif Torkildsen
Torleif Torkildsen (Oslo, 12 de maig de 1892 – Oslo, 7 d'octubre de 1944) va ser un gimnasta i tennista noruec que va competir al primer terç del segle xx.
El 1912 va prendre part en els Jocs Olímpics d'Estocolm, on va guanyar la medalla de bronze en el concurs per equips, sistema suec del programa de gimnàstica, com a membre de l'equip noruec.
En tennis va ser diverses vegades membre de l'equip de Noruega de la Copa Davis. També va disputar la Nordisk Cup de 1927 i aquell mateix any guanyà el torneig internacional d'Oslo contra el suec Curt Östberg. Es proclamà cinc vegades campió nacional de tennis entre 1926 i 1930.